# Neverjetni Spider-Man 2
Neverjetni Spider-Man 2 (mednarodno imenovan Neverjetni Spider-Man 2: Vzpon Elektra) je ameriški superjunaški film iz leta 2014, ki temelji na liku Spider-Mana iz Marvelovih stripov. Film je produciral Columbia Pictures v sodelovanju z Marvel Entertainment, Arad Productions, Inc., Matt Tolmach Productions in Ingenious Film Studios ter ga distribuiral Sony Pictures Releasing. Film je režiral Marc Webb po scenariju Alexa Kurtzmana, Roberta Orcija in Jeffa Pinknerja, temelji na zgodbi, ki so jo zamislili  skupaj z Jamesom Vanderbiltom. To je peti kinematografski film o Spider-Manu, nadaljevanje filma Neverjetni Spider-Man (2012) in zadnji del filmske serije Neverjetni Spider-Man. V njem igrajo Andrew Garfield, Emma Stone, Jamie Foxx, Dane DeHaan, Campbell Scott, Embeth Davidtz, Colm Feore, Paul Giamatti in Sally Field. V filmu Peter Parker skuša zaščititi svoje dekle Gwen Stacy medtem ko raziskuje smrt svojih staršev, hkrati pa se sooči z superzlobnežem Elektrom in vrnitvijo svojega najboljšega prijatelja Harryja Osborna.
Razvoj filma se je začel po uspehu filma Neverjetni Spider-Man. DeHaan, Giamatti, Felicity Jones in Chris Cooper so se igralski zasebi pridružili med decembrom 2012 in februarjem 2013. Snemanje je potekalo v New Yorku od februarja do junija 2013. Neverjetni Spider-Man 2 je bil v ZDA izdan med dvema mednarodnima premierama med 31. marcem in 10. aprilom 2014. Film je prejel mešane ocene kritikov, pohvalili so Garfieldov nastop, akcijske prizore, vizualno podobo in filmsko glasbo, za katero je poskrbel Hans Zimmer, kritizirali pa so scenarij in določene dele zapletov. Film je po vsem svetu zaslužil 716 milijonov dolarjev, s čimer je postal deveti najbolj dobičkonosen film leta 2014. Tako Garfield kot Foxx sta ponovila svoji vlogi v filmu MCU Spider-Man: Ni poti domov (2021).

## Vsebina
Nekdanji znanstvenik in poslovnež Oscorpa, Richard Parker, posname video sporočilo, da pojasni svoje izginotje. Z ženo Mary skušata pobegniti z zasebnim letalom, a ju ugrabi morilec. Letalo strmoglavi, zaradi česar oba starša umreta.
V današnjem času, dve leti po njegovi bitki z doktorjem Curtom Connorsom, sin Richarda in Mary, Peter Parker, nadaljuje boj proti kriminalu kot Spider-Man in aretira ruskega kriminalca Alekseja Siceviča. Zaradi Parkerjevih zadržkov glede njegovega razmerja z dekletom Gwen Stacy, odkar sta svojemu pokojnemu očetu obljubila, da se bosta drug drugega izogibala, Gwen konča njuno razmerje po njuni srednji šoli. Parkerjev prijatelj iz otroštva, Harry Osborn, se vrne domov, da bi videl svojega neozdravljivo bolnega očeta, Normana Osborna, izvršnega direktorja Oscorpa. Pojasne, da je njegova bolezen genetska in da je Harry postaran, ko se prvič razvije. Norman umre in Harry Osborn je imenovan za novega izvršnega direktorja.
Med delom v laboratoriju Oscorp se blagi inženir elektrotehnike Max Dillon po nesreči strese in pade v rezervoar z gensko spremenjenimi električnimi jeguljami. Napadejo ga in spremeni se v živi električni generator. Medtem Gwen pove Parkerju, da se bo morda preselila v Anglijo, če bo dobila štipendijo za univerzo v Oxfordu. Dillon, ki se ne zaveda obsega svoje moči, zaide na Times Square, po nesreči povzroči izpad elektrike in ustavi ga Parker kot Spider-Man. Dillona nato odpeljejo na inštitut Ravencroft, kjer ga proučuje nemška znanstvenica, doktorica Ashley Kafka.
Medtem se pokažejo prvi simptomi Harryjeve bolezni in pri tem uporabi podatke, ki mu jih je dal Norman, kateri sklepa, da bi ga Spider-Manova kri lahko rešila. Zato prosi Parkerja, ki je posredoval fotografije Spider-Mana časopisni založbi Daily Bugle, naj mu pomaga najti Spider-Mana. Parker ni prepričan, kakšne posledice bi imela transfuzija, in je previden glede možnosti, da bi Harry utrpel podobno mutacijo kot jo je Connors. Kasneje to zavrne Harryju in ga pri tem razjezi. Podpredsednik Oscorpa, Donald Menken Harryju podtakne, da je prikril Dillonovo nesrečo, ga odstrani s položaja izvršnega direktorja in prevzame nadzor nad Oscorpom. Harry predlaga dogovor z Dillonom, ki se zdaj imenuje "Elektro", da bi se vrnil v stavbo Oscorp; Elektro se strinja in ubije doktorico Kafko.
Po vrnitvi v Oscorp, Harry najde strup zdaj že uničenih gensko spremenjenih pajkov. Ko pa prisili Menkena, da mu vbrizga strup, ta pospeši njegovo bolezen in ga spremeni v Goblinu podobno bitje, vendar mu vgrajeni protokol za nujne primere v oklepni obleki povrne zdravje. Medtem Parker najde Richardov skrivni laboratorij na zapuščeni postaji podzemne železnice in izve, da je moral pobegniti, ker ni hotel sodelovati pri Normanovih načrtih za izdelavo biogenetskega orožja s svojimi raziskavami. Odkrije tudi, da je pri izdelavi pajkov uporabil svoj DNK, zato jih Oscorp ne more poustvariti brez njegove krvi. Po odhodu iz laboratorija Parker ugotovi, da so Gwen ponudili štipendijo. Izpove ji svojo ljubezen in dogovorita se, da gresta skupaj v Anglijo.
Ko Elektro povzroči nov izpad elektrike, Parker in Gwen povrneta elektriko in preobremenita Elektrovo telo ter ga ubijeta. Zatem pa Harry, kot Zeleni Goblin, prispe opremljen z orožjem. Ko opazi Gwen, ugotovi Spider-Manovo skrivno identiteto in priseže maščevanje, ker so mu zavrnili transfuzijo krvi, jo odnese na vrh velikega stolpa z uro in jo spusti. Parkerju uspe premagati Goblina, vendar ne more rešiti Gwen, ki pade in se smrtno poškoduje. Depresiven Parker, ki čutin občutek krivde, konča svojo kariero Spider-Mana.
Pet mesecev pozneje se Harry v Ravencroftu spopada s posledicami svoje preobrazbe. Njegov sodelavec Gustav Fiers ga obišče in se pogovorita o ustanovitvi lastne ekipe. Harry ukaže Fiersu, naj začne s Sytsevichem, ki mu je pomagal pobegniti iz zapora. Sytsevich, opremljen z elektromehanskim oklepom, se poimenuje "Rhino (Nosorog)" in opustoši po ulicah. Parker, ki je bil znova navdihnjen po ogledu Gweninega diplomskega govora, se vrne v vlogo Spider-Mana in se sooči z Nosorogom.

## Vloge
- Andrew Garfield – Peter Parker (Spider-Man)
- Emma Stone – Gwen Stacy
- Jamie Foxx – Max Dillon (Elektro)
- Campbell Scott – Richard Parker
- Embeth Davidtz – Mary Parker
- Colm Feore – Donald Menken
- Paul Giamatti – Aleksei Sytsevich (Nosorog)
- Sally Field – May Parker
- Dane DeHaan – Harry Osborn (Zeleni Goblin)